# Bernabé de Ayala

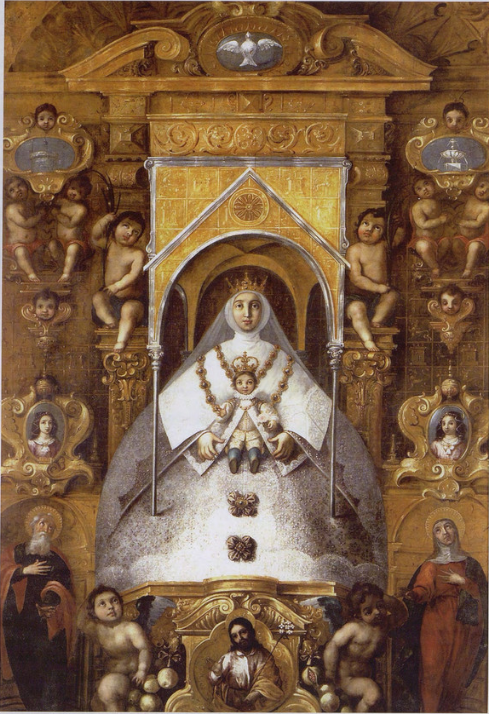
La Virgen de los Reyes en su altar de la catedral de Sevilla, 1662, Tribunal Constitucional de Lima. Única obra de las conservadas firmada y fechada por Ayala

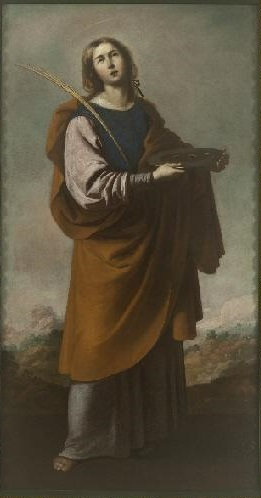
Santa Lucía, óleo sobre lienzo, 2210 x 110 cm, Museo de Bellas Artes de Sevilla.

Bernabé de Ayala (Jerez de la Frontera, c. 1620/1625-Cádiz, después de 1689) fue un pintor barroco español. 

## Biografía
Nacido hacia 1620/1625 en Jerez de la Frontera, según su testamento fechado en Sevilla en 1664, hijo de Dionisio Ramayo y de Ana de Paula de Ayala y hermano de Francisco Rendón, orfebre, contrajo matrimonio hacia 1650 en Sanlúcar de Barrameda con la jerezana Leonor de Vargas, antes de instalarse en Sevilla, donde desarrolló el grueso de su carrera. En 1664, en el momento de firmar el testamento junto con su esposa, tenía dos hijas, Ana Josepha y María Dorotea, y un aprendiz, Juan Asensio Tejada. Según cierta tradición historiográfica sin base documental habría sido familiar de Catalina de Ayala Camacho, esposa del pintor portugués Baltazar Gomes Figueira y madre de la pintora Josefa de Óbidos.
Fue con Murillo y Francisco de Herrera el Mozo uno de los fundadores en 1660 de la academia de dibujo de Sevilla, en la que permaneció hasta 1671. La última referencia documental de su estancia en Sevilla, publicada por Duncan T. Kinkead, es de octubre de 1678, cuando Bernabé de Ayala, «maestro pintor», tasó las pinturas del arcediano de Carmona Luis Fereriqui. Hacia el final de su vida se instaló en Cádiz, atraído seguramente por el desarrollo económico de la ciudad y por las posibilidades que brindaba para el comercio de arte con América, fijando su residencia en la casa de Miguel Legot, hijo del pintor flamenco Pablo Legot.
Discípulo de Francisco de Zurbarán, su única obra firmada es la Virgen de los Reyes en su altar de la catedral de Sevilla, fechada con precisión en 1662 y conservada en la sede del Tribunal Constitucional de Lima, obra de evidente modestia. La presencia de esta pintura en Perú está atestiguada ya desde 1666, en el convento de agustinas recoletas de Nuestra Señora del Prado, y es prueba de la dedicación de Ayala al comercio de arte con América, de lo que hay también algún otro testimonio documental. A partir de esa única obra firmada se le ha atribuido un importante número de obras de cierta calidad, cercanas a la producción del maestro extremeño, llegando Odile Delenda a formar un catálogo de cuarenta y dos obras relacionadas con el pintor, de las que diez podrían considerarse seguras. Entre ese conjunto de obras atribuidas figura una Asunción citada ya por Ceán como existente en el altar del sagrario de la iglesia de San Juan de Dios de Sevilla, ahora en la iglesia de San Roque de Algeciras, los lienzos de los arcángeles de la Capilla de San Miguel de la Catedral de Jaén y series semejantes de santos, ángeles y sibilas en conventos y colecciones particulares andaluzas y limeñas, entre estas un apostolado en la sacristía del convento de San Francisco y una serie de santos fundadores de órdenes monásticas en el convento de la Buena Muerte, o el Cristo coronando a San José del Museo de Bellas Artes de Sevilla, restituido en la actualidad a Zurbarán. En 2006 se incorporaron al Museo de Bellas Artes de Sevilla dos lienzos de carácter zurbaranesco, Santa Lucía y San Roque, atribuidos a Ayala en atención a sus semejanzas con otra serie relacionada con el pintor de cinco santos y santas de cuerpo entero conservada en la iglesia de Nuestra Señora de la Paz de Sevilla.